# Peter Östlund (bordshockeyspelare)
Peter Östlund är svensk bordshockeyspelare som representerar Umeå HSS. Landslagsdebuten gjordes 2003 under VM i Schweiz.  Han är numera bosatt i Avesta.

## Meriter
- VM: Brons 2005, 8:a 2003
- SM: Silver 2004, Brons 2003, Guld 2012.
- Silver i Oslo Open 2003 och Stiga Las Vegas 2006
- Brons i Helsinki Open 2004 och Öresund Cup 2005